# LauncherOne
Der LauncherOne (engl. für „Starter Eins“) war eine zweistufige flugzeuggestützte Trägerrakete des US-amerikanischen Raumfahrtunternehmens Virgin Orbit. Er wurde für den Start von Kleinsatelliten verwendet. Als Trägerflugzeug sollte ursprünglich White Knight Two zum Einsatz kommen, bevor auf eine Boeing 747-400 mit dem Spitznamen Cosmic Girl gewechselt wurde. Ein erster Startversuch fand mit fast zwei Jahren Verspätung im Mai 2020 statt, der erste erfolgreiche Start am 17. Januar 2021. Nach insgesamt sechs Starts stellte Virgin Orbit im Mai 2023 den Betrieb ein.

## Entwicklungsgeschichte
Bereits 2008 war Virgin Galactic – ein Unternehmen der Virgin Group von Richard Branson – in Gesprächen mit dem britischen Satellitenhersteller Surrey Satellite Technology, um eine „preisgünstige“ Trägerrakete für kleine Satelliten zu entwickeln. Es kam jedoch zu keiner Zusammenarbeit.
Offiziell wurde der LauncherOne im Juli 2012 von Virgin Galactic auf der Farnborough International Airshow vorgestellt.
Die Projektzentrale befand sich seit Februar 2015 in Long Beach (Kalifornien).
Im März 2017 wurde die Entwicklung und Vermarktung des LauncherOne an das neu gegründete Virgin-Tochterunternehmen Virgin Orbit übertragen.
Für die Vermarktung an die US-Regierung und deren Verbündete wurde VOX Space als 100-prozentige Tochter von Virgin Orbit gegründet.

## Aufbau
Der LauncherOne war eine kleine, in der Basisversion zweistufige Trägerrakete, die als Treibstoffe Kerosin (RP-1) und Flüssigsauerstoff verwendete. Das Triebwerk NewtonThree lieferte 327 kN Schub für die erste Stufe. Die zweite Stufe wurde vom Triebwerk NewtonFour angetrieben. Für interplanetare Missionen war eine dritte Stufe geplant.
Der LauncherOne wurde in etwa 35.000 ft (ca. 10.700 m) Höhe von einer Boeing 747-400 abgeworfen. Die B747-400 war zuvor bei Virgin Atlantic im Einsatz und trug den Namen Cosmic Girl.

## Einsatz
Der LauncherOne sollte Nutzlasten mit einer Masse von bis zu 500 kg in eine niedrige Erdumlaufbahn bringen können, und bis zu 300 kg in eine sonnensynchrone Umlaufbahn. Der Listenpreis für einen Start war 2017 mit etwa 12 Millionen US-Dollar angekündigt worden.
Bei der Vorstellung des LauncherOne im Jahr 2012 gab Virgin Galactic bekannt, dass für geplante Starts ab 2016 bereits Aufträge von Skybox Imaging (Skysat-Satelliten), GeoOptics, Spaceflight und Planetary Resources vorlägen. Skysat-Satelliten starteten ab 2016 mit den Raketen Vega, Minotaur-C und Falcon 9 und GeoOptics-Satelliten unter anderem 2018 mit PSLV. Im April 2019 qualifizierte sich Virgin Orbit für eine Teilnahme an dem Raketenstartwettbewerb DARPA Launch Challenge, zog sich jedoch ein halbes Jahr darauf wegen größerer Verzögerungen bei der Entwicklung des LauncherOne wieder aus dem Wettbewerb zurück.

## Startorte

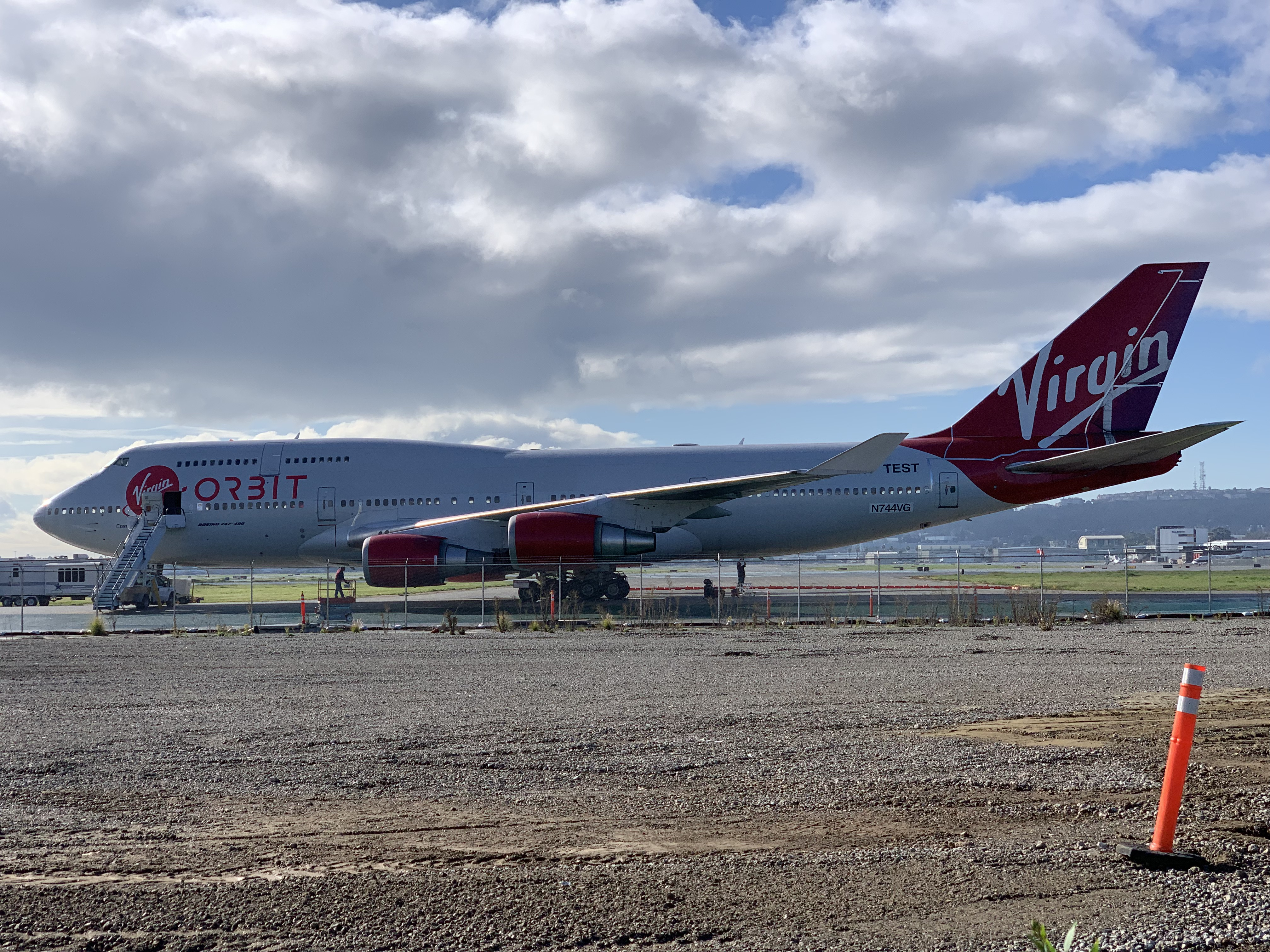
Boeing 747-400 Cosmic Girl

Primärer Startplatz der Boeing 747-400 Cosmic Girl war der Mojave Air & Spaceport in Kalifornien. Beim letzten LauncherOne-Start Anfang 2023 hob sie stattdessen vom Newquay Cornwall Airport in England ab. Weitere Starts waren vom Kennedy Space Center in Florida und von der Andersen Air Force Base in Guam geplant. Der Internationale Flughafen in Guam zeigte ebenfalls Interesse an LauncherOne-Starts. Außerdem arbeitete Virgin Orbit mit der Agência Espacial Brasileira an einer Startmöglichkeit vom brasilianischen Centro de Lançamento de Alcântara.

## Startliste

### Durchgeführte Starts
Dies ist eine Liste aller LauncherOne-Starts. Als Startzeit ist jeweils der Zeitpunkt des Raketenabwurfs vom Flugzeug angegeben.
| Datum (UTC)         | Startplatz | Mission / Nutzlast | Masse (kg) 1 | Orbit ca. 2 | Anmerkungen                                                                                         |
| ------------------- | ---------- | --- | ------------ | ----------- | --------------------------------------------------------------------------------------------------- |
| 25. Mai 2020 19:50  | MASP       | Starshine 4 (Reflektorkugel) INTERNSAT (sollte an der Oberstufe verbleiben) Massesimulator |              | LEO         | Fehlschlag Testflug; Abschaltung des Erststufentriebwerks nach Bruch einer Flüssigsauerstoffleitung |
| 17. Jan. 2021 19:38 | MASP       | Elana 20 (Forschungs- und Amateurfunk-Cubesats): CACTUS-1, CAPE-3, Exocube, MiTEE, PICS 1, PICS 2, PolarCube, Q-Pace, RadFxSat-2, TechEdSat-7 Prometheus 2.8 (Technologieerprobungssatellit) Prometheus 2.11 (Technologieerprobungssatellit) | ca. 40       | 500 km      | Erfolg                                                                                              |
| 30. Juni 2021 14:47 | MASP       | STP-27VPA (4 Technologieerprobungssatelliten): Gunsmoke-J 4, HALO-Net Free Flyer, CNCE1, CNCE3 BRIK-II (Militärsatellit) STORK-4 und -5 (Erdbeobachtungssatelliten)                                                                          |              | 500 km      | Erfolg Missionsbezeichnung: Tubular Bells: Part One                                                 |
| 13. Jan. 2022 22:52 | MASP       | STP-27VPB (4 Technologieerprobungssatelliten): PAN-A, PAN-B, GEARRS-3, TechEdSat-13 SteamSat-2 STORK-3 ADLER-1 | 6            | LEO         | Erfolg Missionsbezeichnung: Above the Clouds                                                        |
| 2. Juli 2022 06:53  | MASP       | STP-28A (7 Technologieerprobungssatelliten) |              | LEO         | Erfolg Missionsbezeichnung: Straight Up                                                             |
| 9. Jan. 2023        | Cornwall   | IOD-3 Prometheus-2 / CIRCE DOVER ForgeStar-0 AMAN STORK-6 |              | LEO         | Fehlschlag Missionsbezeichnung: Start Me Up                                                         |

### Ehemals geplante Starts
| Datum (UTC)     | Startplatz | Mission / Nutzlast                                              | Masse (kg) 1 | Orbit 2 | Anmerkungen                                                                |
| --------------- | ---------- | --------------------------------------------------------------- | ------------ | ------- | -------------------------------------------------------------------------- |
| frühestens 2021 | MASP       | Elana 29 (akademische Cubesats)                                 |              | LEO     |                                                                            |
| frühestens 2021 |            | Starling (8 Trackingsatelliten)                                 |              | LEO     | 8 von 80 geplanten Starling-Satelliten                                     |
| frühestens 2021 |            | Pearl (je 16 Kommunikationssatelliten)                          |              | LEO     | mehrere Starts                                                             |
| 2022            |            | STP-S28A (Technologieerprobung) Elana 39 (akademische Cubesats) |              | LEO     | insgesamt 44 STP-Technologieerprobungssatelliten, verteilt auf drei Starts |
| 2022            |            | STP-S28B (Technologieerprobung) Elana 46 (akademische Cubesats) |              | LEO     | insgesamt 44 STP-Technologieerprobungssatelliten, verteilt auf drei Starts |
| frühestens 2022 |            | STP-S28C (Technologieerprobung)                                 |              | LEO     | insgesamt 44 STP-Technologieerprobungssatelliten, verteilt auf drei Starts |
| frühestens 2022 |            | Marssonde(n)                                                    |              |         | bis zu drei Starts                                                         |
| 2023            |            | Arquit-Kryptografiesatellit                                     |              | LEO     |                                                                            |
| frühestens 2023 |            | 6 QinetiQ-Erdbeobachtungssatelliten                             |              |         | mehrere Starts                                                             |
| frühestens 2024 |            | Arquit-Kryptografiesatellit                                     |              | LEO     |                                                                            |